# Dasyerges poliastis
Dasyerges poliastis är en fjärilsart som beskrevs av Max Wilhelm Karl Draudt 1950. Dasyerges poliastis ingår i släktet Dasyerges och familjen nattflyn. Inga underarter finns listade i Catalogue of Life.